# Partit Liberal d’Andorra
Der Partit Liberal d’Andorra (PLA; deutsch Liberale Partei Andorras) ist eine Partei im Fürstentum Andorra.

## Geschichte
Der PLA wurde am 8. Juli 1992 unter Führung von Marc Forné i Molné als Unió Liberal gegründet. Seit dem 12. November 2005 ist Albert Pintat Santolària Vorsitzender.
Kurz vor der Parlamentswahl 2001 nannte er sich in Partit Liberal d’Andorra um.
Bei der Parlamentswahl 2005 erzielte der PLA 41,21 % der Stimmen und errang damit 14 von 28 Sitzen im Generalrat, dem Parlament Andorras. Die Wahl 2009 verlor die Partei.
Der PLA ist Mitglied der Liberalen Internationalen und der Allianz der Liberalen und Demokraten für Europa (ALDE).

## Wahlergebnisse
| Jahr                  | Stimmen | Anteil | Mandate | Platz |
| --------------------- | ------- | ------ | ------- | ----- |
| Parlamentswahl 1993   | 1.591   | 22,0 % | 5 / 28  | 2.    |
| Parlamentswahl 1997   | 3.543   | 40,5 % | 16 / 28 | 1.    |
| Parlamentswahl 2001   | 4.739   | 44,1 % | 15 / 28 | 1.    |
| Parlamentswahl 2005   | 5.100   | 41,2 % | 14 / 28 | 1.    |
| Parlamentswahl 2009 1 | 4.747   | 32,3 % | 9 / 28  | 2.    |
| Parlamentswahl 2011 2 | —       | —      | 0 / 28  | —     |
| Parlamentswahl 2015 3 | 4.073   | 27,7 % | 6 / 28  | 2.    |
| Parlamentswahl 2019 4 | 2.219   | 12,6 % | 4 / 28  | 3.    |
| Parlamentswahl 2023 5 | 893     | 4,66 % | 0 / 28  | —     |